# Бруна Маркезине
Бруна Маркезине (порт. Bruna Marquezine, 4. август 1995) је бразилска глумица и модел.

## Каријера
Бруна је главни лик у бразилској сапуници „У породици“ (порт. Em Família) која се премијерно приказивала на бразилској телевизији „Глобо“. Глумиће Розали у америчком филму „Breaking Through“, због чега борави у Лос Анђелесу. Филм ће премијерно бити приказан 2015. године.

## Приватан живот
Бруна је рођена у Дуке де Кашијасу, држава Рио де Жанеиро, у Бразилу. Глумила је у разним бразилским сапуницама, ТВ емисијама и кратким филмовима, Бруна је била у вези са бразилским фудбалером Нејмаром.